# Плеяда (издателство)
 Тази статия е за българското книгоиздателство.  За други значения вижте Плеяда.
„Плеяда“ е българско книгоиздателство, създадено в началото на 1990-те години. Оттогава е известно предимно с това, че издава автори като Стивън Кинг и Дийн Кунц, но са издавали също и книги-игри. Издателството е създадено от двама от художниците на спряното по това време списание „Дъга“ – Петър Станимиров („Peter Stan“) и Димитър Стоянов („Dimo“). Петър Станимиров напуска издателство „Плеяда“ през 1994 година.
„Плеяда“ първоначално издава няколко преводни книги-игри, но след това се превръща във водещо издателство на книги-игри от български автори. Книгите са издавани под английски псевдоними, тъй като според издателите така биха се продавали по-добре. Известни автори на книги-игри издавани от „Плеяда“ са Колин Уолъмбъри (Любомир Николов), Майкъл Майндкрайм (Димитър Славейков), Ейдриън Уейн (Александър Султанов), Робърт Блонд(Богдан Русев) и други.
Издава автори на трилъри и исторически романи като Дийн Кунц, Стивън Кинг, Колийн Маккълоу, Стивън Ледър, Лоренцо Каркатера, Уилям Кониц, Джак Хигинс, и автори на романтична литература като Джудит Макнот, Луан Райс, Шарлот Вейл Алън, Джанел Тейлър, Джудит Майкъл, Барбара Фрийти.